# Piszczane (rejon połtawski)
Piszczane (ukr. Піщане) – wieś na Ukrainie, w obwodzie połtawskim, w rejonie połtawskim, w hromadzie Reszetyliwka. W 2001 liczyła 1029 mieszkańców, spośród których 998 wskazało jako ojczysty język ukraiński, 21 rosyjski, 3 rumuński, 2 ormiański, a 5 inny.